# Phelipara lineata
Phelipara lineata là một loài bọ cánh cứng trong họ Cerambycidae.